# Urvashia dentipara
Urvashia dentipara är en stekelart som beskrevs av Gupta 1971. Urvashia dentipara ingår i släktet Urvashia och familjen brokparasitsteklar. Inga underarter finns listade i Catalogue of Life.